# Latibex
El Latibex és un mercat borsari per a valors llatinoamericans nascut el 1999 i regulat per la Llei del Mercat de Valors espanyola encara que la seva gestió es comparteix, a través d'acords de coordinació, amb les corresponents borses iberoamericanes. Està integrat dins del holding Bolsas y Mercados Españoles.
Va ser creat per a, d'una banda, permetre als inversors europeus comprar i vendre valors iberoamericans a través d'un únic mercat, amb uns estàndards de seguretat i transparència homogenis i en una sola divisa, l'euro; i, per l'altre, donar accés a les principals empreses iberoamericanes al mercat europeu de capitals.

## Principals característiques
Comparteix la plataforma de negociació (SIBE) i liquidació (Iberclear) de la resta dels valors espanyols encara que està connectat als mercats d'origen a través d'acords de Iberclear amb els dipositaris centrals iberoamericans o a través d'una entitat d'enllaç. Compte com intermediaris amb tots els membres de la borsa espanyola i alguns dels mercats iberoamericans.
A causa dels baixos nivells de contractació i per a garantir una mínima liquiditat, compte amb especialistes: intermediaris que es comprometen a oferir preus de compra i venda amb un spread prefixat.

## Índexs
Compte amb tres índexs elaborats amb en col·laboració amb el FTSE: 
- FTSE Latibex All Share, que recull totes les empreses
- FTSE Latibex Top, que aglutina als 15 valors més líquids
- FTSE Latibex Brasil, que aglutina als valors brasilers més líquids